# Darigangové
Darigangové jsou mongolské etnikum, které se formovalo v období 17. až první polovině 18. století. Jsou to potomci dědičných pastevců, kteří se měli starat o státní dobytek ve vymezené oblasti se zvláštním správním postavením, tzv. Dariganze. Žijí převážně na území Süchbátarského ajmagu v Mongolsku.

## Dějiny
Darigangové jsou etnická skupina, která vznikla na konci 17. a v první polovině 18. století. Po rozšíření své moci na jižní Mongolsko a Chalchu se vládci říše Čching v roce 1697 rozhodli vytvořit stáda vojenských jednotek, pro které byly osvobozeny jihovýchodní země Chalchy a severovýchodní země jižního Mongolska, toto území bylo vyčleněno z ajmagu Tüšet chána a Sečen chána. Pro jejich udržování byl vybrán Cerendžav nojon z ajmagu Tüšet chána, který překočoval do Darigangy i se svými poddanými. Spolu s tím Darigangové také organizovali státní stáda velbloudů a ovcí získaných od ojratského Galdan bošogtu chána a dalších nojonů loajálních Mandžuům. Další pastevci byli vybráni hlavně z Čacharů ve Vnitřním Mongolsku. Též zde byla za účelem chovu vojenského stáda ponechána část válečných zajatců z armády Galdana. Pro celou Darigangu byla vybudována zvláštní správní struktura pěti chošúnů (pěti stád): levé a pravé koňské stádo, levé a pravé stádo velbloudů a jedno stádo ovcí. Nejprve bylo stádo ovcí k dispozici čacharskému správci („nítín darga“), poté byla všechna stáda koní a velbloudů převedena do jurisdikce jednoho vůdce, který měl na starosti všechny („bugdín darga“).

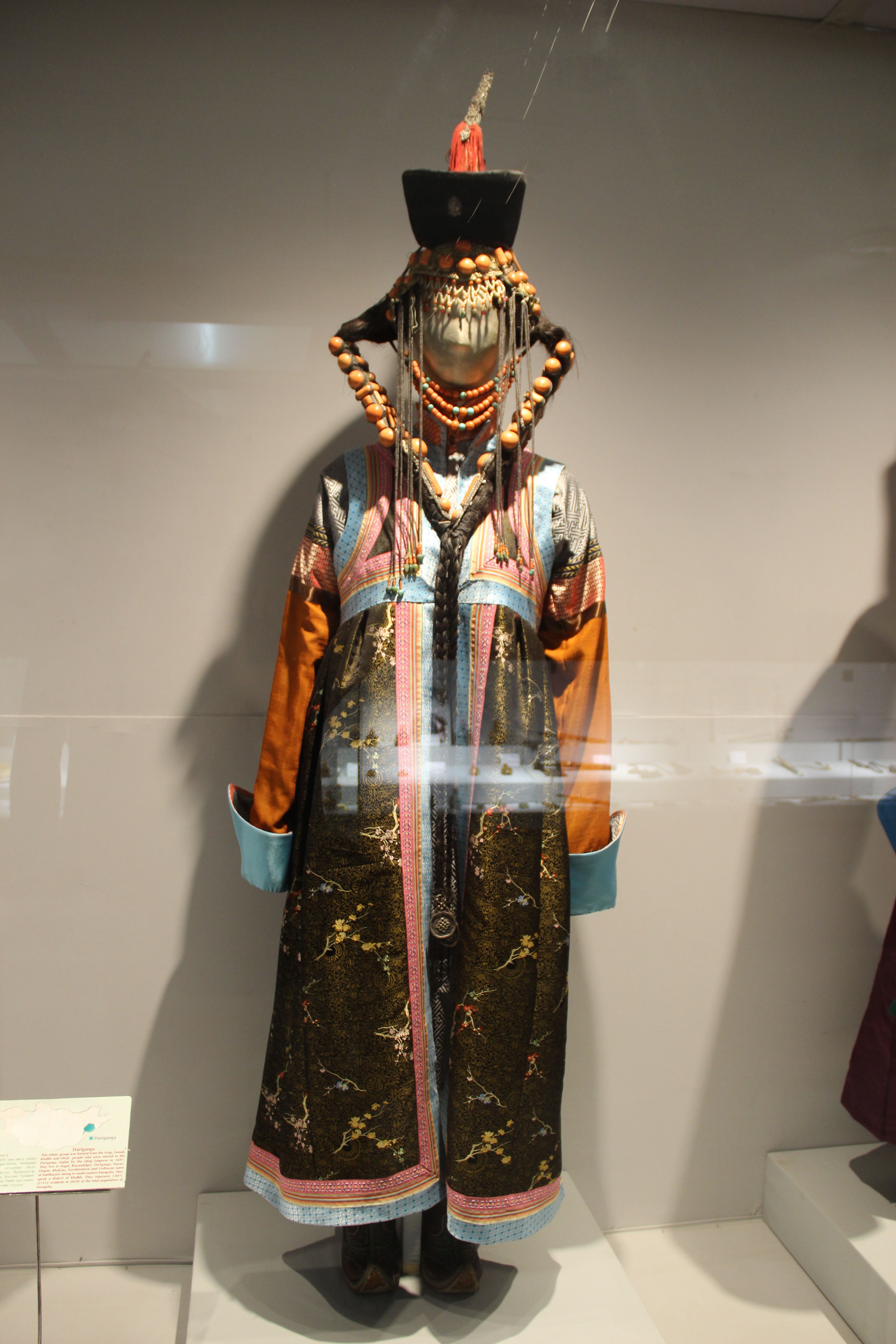
Tradiční kostým dariganské ženy

Jak badatelé poznamenávají, od roku 1709 (1703) bylo aratům jiných ajmagů a chošunů zakázáno usazovat se na pastvinách Darigangy, a území bylo osídleno pouze dědičně pastevci vojenských stád. Tedy od konce 17. do počátku 18. století byly položeny základy pro vytvoření etnické mongolské skupiny Darigangů, skládající se z Chalchů, Čacharů a částečně Ojratů. V 18. století tak vznikla etnokulturní komunita obyvatel Darigangů s vlastními specifickými zvyky, zvláštnostmi řeči, oblečením, hrami a specifickým stříbrnickým řemeslem známým po celém Mongolsku, které spojovalo jedno jméno - Dariganga. Na konci 19. století žilo v Dariganze asi 2,9 tisíce rodin. Výzkum ukazuje, že dialekt darigangština je nejblíže k chalchské mongolštině a jejich zvyky, zejména svatby, jsou smíšené povahy a obsahují jak chalchské prvky, tak jihomongolský typ.

## Etnonymum
Název darganga je tvořen dvěma slovy: ze sanskrtu - tara a gamga (tara gamga). První z nich je tara (zachránce), druhé gamga (klidná chůze) je název slavné indické řeky Gangy. Sanskrtské slovo tara se v mongolštině vyslovuje dara nebo dari. V dávných dobách se současná hora Altan-ovó jmenovala Dara; a krásné jezero nacházející se na jeho jižní straně je Ganga. Názvy hory a jezera Dara + Ganga (tara + gamga) společně tvořily název blízkých zemí, který se později, od konce 17. do začátku 18. století, přetransformoval do názvu místního etnika skupina.

## Znovuosídlení
Darigangové žijí na území somonů Darganga, Naran, Ongon, Bajandelger, Asgat, Chalzan, Tüvšinširé a Úlbajan v Süchbátarském ajmagu.
Podle prozatímního sčítání lidu z roku 2015 žilo 81,2 % všech Darigangů v Mongolsku v Süchbátarském ajmagu, 12,9 % v Ulánbátaru, 2,5 % v Dornodském ajmagu, 0,7 % každý v Dornogovském a Chentínském ajmagu.

## Sčítání
| Datum sčítání lidu | Počet  |
| ------------------ | ------ |
| 1956               | 16,852 |
| 1963               | 18,587 |
| 1969               | 20 603 |
| 1979               | 24,564 |
| 1989               | 29 040 |
| 2000               | 31 909 |
| 2010               | 27 412 |
| 2015               | 26 834 |